# Scaptodrosophila ovidenticulata
Scaptodrosophila ovidenticulata är en tvåvingeart som först beskrevs av Sundaran och Gupta 1991.  Scaptodrosophila ovidenticulata ingår i släktet Scaptodrosophila och familjen daggflugor. Inga underarter finns listade i Catalogue of Life.